# San Giacomo delle Segnate
San Giacomo delle Segnate est une commune de la province de Mantoue, dans la région Lombardie, en Italie.

## Histoire

### Villa Arrigona
La Villa Arrigona a été construite entre 1619 et 1622 sur commande du comte Pompeio Arrigoni, de la noble famille Arrigoni, à l'architecte Antonio Maria Viani, déjà au service des Gonzague de Mantoue. C'est l'une des villas les plus importantes de la province de Mantoue.

## Personnalités nées à San Giacomo delle Segnate
- Vasco Bergamaschi (1909-1979), coureur cycliste professionnel, vainqueur du Tour d'Italie 1935.

## Administration
| Période                                  | Période  | Identité     | Étiquette    | Qualité |
| ---------------------------------------- | -------- | ------------ | ------------ | ------- |
| 14 juin 2004                             | En cours | Paolo Bocchi | Lista civica |         |
| Les données manquantes sont à compléter. |          |              |              |         |

### Hameaux
Malcantone

### Communes limitrophes
Concordia sulla Secchia, Quistello, San Giovanni del Dosso